# فرانسوا ندومبيه
فرانسوا ندومبيه (بالفرنسية: François Ndoumbé)‏ (مواليد 30 يناير 1954) هو لاعب كرة قدم. يلعب مع منتخب الكاميرون لكرة القدم. سبق له أن لعب في كأس العالم لكرة القدم مع منتخب بلاده.

## روابط خارجية
- فرانسوا ندومبيه على موقع الاتحاد الدولي (مؤرشف)  (الإنجليزية)
- فرانسوا ندومبيه على موقع قاعدة بيانات كرة القدم.إي يو (الإنجليزية)
- فرانسوا ندومبيه على موقع ناشيونال فوتبول تيمز (الإنجليزية)
- فرانسوا ندومبيه على موقع عالم كرة القدم.نت (الإنجليزية)
- فرانسوا ندومبيه على موقع أوليمبيديا (الإنجليزية)
- فرانسوا ندومبيه على موقع GSA (الإنجليزية)